# 费雷里亚斯
费雷里亚斯（西班牙語：Ferrerías）是西班牙巴利阿里群岛的一个市镇。总面积66平方公里，总人口4048人（2001年），人口密度61人/平方公里。